# Lista de emissoras da CBS
Esta é uma lista de emissoras afiliadas à CBS. Uma rede de televisão americana. As estações que estão com seus nomes marcados em negrito são emissoras próprias (owned-and-operated stations), isto é, que são administradas diretamente pela CBS. As demais são afiliadas.

## Estados Unidos

### Alabama
- Birmingham - WIAT-TV, canal 42
- Dothan - WTVY, canal 4
- Huntsville - WHNT-TV, canal 19
- Mobile - WKRG-TV, canal 5
- Selma - WAKA-TV, canal 8

### Alasca
- Anchorage - KTVA-TV, canal 11
- Fairbanks - K13XD, canal 13
- Juneau - KXLJ-LD, canal 24
- Ketchikan - KUBD, canal 4
- Kodiak - KUBD-LP, canal 11
- Sitka - KTNL-TV, canal 13

### Arizona
- Phoenix - KPHO-TV, canal 5
- Tucson - KOLD-TV, canal 13
- Yuma - KSWT, canal 13

### Arkansas
- Eureka Springs (Fayetteville - KXNW-DT3, canal 34.3 (retransmissora da KFSM-TV)
- Fort Smith - KFSM-TV, canal 5
- Jonesboro - KJNB-LD2, canal 39.2, e KJNE-LD2, canal 42.2
- Little Rock - KTHV, canal 11

### Califórnia
- Bakersfield - KBAK-TV, canal 29
- Chico - KHSL-TV, canal 12
- Eureka - KJRW, canal 17
- Fresno - KGPE-TV, canal 47
- Los Angeles - KCBS-TV, canal 2
- Monterey - KION-TV, canal 46
- Palm Springs - KESQ-DT2, canal 42.2, e KPSP-CD, canal 38
- San Diego - KFMB-TV, canal 8
- San Francisco - KPIX, canal 5
- Santa Maria - KCOY-TV, canal 12
- Stockton (Sacramento) - KOVR, canal 13

### Carolina do Norte
- Charlotte - WBTV, canal 3
- Goldsboro (Raleigh-Durham) - WNCN, canal 17
- Greensboro - WFMY-TV, canal 2
- Greenville - WNCT-TV, canal 9
- Wilmington - WILM-LP, canal 10

### Carolina do Sul
- Charleston - WCSC-TV, canal 5
- Colúmbia - WLTX-TV, canal 19
- Florence - WBTW-TV, canal 13
- Spartanburg - WSPA-TV, canal 7

### Colorado
- Colorado Springs - KKTV, canal 11
- Denver - KCNC-TV, canal 4
- Durango - KREZ-TV, canal 6 (retransmissora da KRQE-TV de Albuquerque, Novo México)
- Grand Junction - KREX-TV, canal 5
- Montrose - KREY-TV, canal 10 (retransmissora da KREX-TV)

### Connecticut
- Hartford - WFSB, canal 3

### Dakota do Norte
- Bismarck - KXMB-TV, canal 12
- Dickinson - KXMA-TV, canal 2 (semirretransmissora da KXMB-TV)
- Fargo - KXJB-LD, canal 30, e KVLY-TV, canal 11.2
- Minot - KXMC-TV, canal 13
- Williston - KXMD-TV, canal 11 (semirretransmissora da KXMC-TV)

### Dakota do Sul
- Florence - KDLO-TV, canal 3 (retransmissora da KELO-TV)
- Rapid City - KCLO-TV, canal 15 (retransmissora da KELO-TV)
- Reliance - KPLO-TV, canal 6 (retransmissora da KELO-TV)
- Sioux Falls - KELO-TV, canal 11

### Delaware
- Não há emissoras da CBS neste Estado, que é coberto pela KYW de Filadélfia e pela WBOC-TV de Salisbury, Maryland.

### Distrito de Colúmbia
- Washington, D.C. - WUSA, canal 9

### Flórida
- Fort Myers - WINK-TV, canal 11
- High Springs (Gainesville) - WGFL-TV, canal 28
- Jacksonville - WJAX-TV, canal 47
- Miami - WFOR-TV, canal 4
- Orlando - WKMG-TV, canal 6
- Panama City - WECP-LD, canal 18, e WJHG-DT3, canal 7.3
- St. Petersburg - WTSP, canal 10
- West Palm Beach - WPEC, canal 12

### Geórgia
- Atlanta - WGCL-TV, canal 46
- Augusta - WRDW-TV, canal 12
- Columbus - WRBL, canal 3
- Macon - WMAZ-TV, canal 13
- Savannah - WTOC-TV, canal 11
- Thomasville (Tallahassee, Flórida) - WCTV, canal 6
- Toccoa - WNEG-TV, canal 32
- Valdosta (Albany) - WSWG, canal 44 (semirretransmissora da WCTV)

### Havaí
- Hilo - KGMD, canal 9 (retransmissora da KGMB)
- Honolulu - KGMB, canal 9
- Wailuku - KGMV, canal 3 (retransmissora da KGMB)

### Idaho
- Boise - KBCI-TV, canal 2
- Idaho Falls - KIDK, canal 3
- Lewiston - KLEW-TV, canal 3
- Twin Falls - KMVT, canal 11

### Illinois
- Champaign - WCIA, canal 3
- Chicago - WBBM-TV, canal 2, e WMEU-CD, canal 48.3 (simulcast da WBBM-TV)
- Peoria - WMBD-TV, canal 31
- Rock Island (Quad Cities) - WHBF-TV, canal 4
- Rockford - WIFR-LD, canal 23
- Springfield - WCIX, canal 49.2 (simulcast da WCIA)

### Indiana
- Bloomington (Indianapolis) - WTTV, canal 4
- Evansville - WEVV, canal 44
- Fort Wayne - WANE-TV, canal 15
- Kokomo - WTTK, canal 29 (retransmissora da WTTV)
- Lafayette - WLFI-TV, canal 18
- South Bend - WSBT-TV, canal 22
- Terre Haute - WTHI-TV, canal 10
- West Lafayette - WLFI-TV, canal 18

### Iowa
- Cedar Rapids - KGAN-TV, canal 2
- Des Moines - KCCI, canal 8
- Mason City (Rochester) - KIMT-TV, canal 3
- Sioux City - KMEG-TV, canal 14

### Kansas
- Ensign (Dodge City) - KBSD-DT, canal 6 (retransmissora da KWCH-DT)
- Hutchinson (Topeka) - WIBW-TV, canal 13
- Goodland - KBSL-DT, canal 10 (retransmissora da KWCH-DT)
- Hays - KBSH-DT, canal 7 (retransmissora da KWCH-DT)
- Pittsburg - KOAM-TV, canal 7
- Wichita - KWCH-TV, canal 12

### Kentucky
- Bowling Green - WNKY-DT2, canal 40.2
- Hazard - WYMT-TV, canal 57 (semirretransmissora da WKYT-TV)
- Lexington - WKYT-TV, canal 27
- Louisville - WLKY-TV, canal 32

### Luisiana
- Alexandria - KALB-DT, canal 5,2
- Baton Rouge - WAFB-TV, canal 9
- Lafaiette - KLFY-TV, canal 10
- Lake Charles - KSWL-LD, canal 17
- Monroe - KNOE-TV, canal 8
- Nova Orleães - WWL-TV, canal 4
- Shreveport - KSLA-TV, canal 12

### Maine
- Bangor - WABI-TV, canal 5
- Portland - WGME-TV, canal 13
- Presque Isle - WAGM-TV, canal 8

### Maryland
- Baltimore - WJZ-TV, canal 13
- Salisbury - WBOC-TV, canal 16

### Massachusetts
- Boston - WBZ-TV, canal 4
- Springfield - WSHM-LD, canal 3.5 (semirretransmissora da WFSB de Hartford, Connecticut)

### Michigan
- Alpena - WBKB-TV, canal 11
- Bay City - WNEM-TV, canal 5
- Cadillac - WWTV, canal 9
- Detroit - WWJ-TV, canal 62
- Escanaba - WJMN-TV, canal 3 (retransmissora da WFRV-TV de Green Bay, Wisconsin)
- Kalamazoo - WWMT, canal 3
- Lansing - WLNS-TV, canal 6
- Sault Ste. Marie - WWUP-TV, canal 10 (retransmissora da WWTV)

### Minnesota
- Chisholm - KRII-DT2, canal 11.2 (simulcast da KBJR-DT2)
- Mankato - KEYC-TV, canal 12
- Minneapolis - WCCO-TV, canal 4
- Walker - KCCW-TV, canal 12 (retransmissora da WCCO)

### Mississippi
- Biloxi - WLOX-DT2, canal 13.2
- Columbus - WCBI-TV, canal 4
- Cleveland Greenville - WXVT-LD, canal 17
- Hattiesburg - WHLT, canal 22
- Jackson - WJTV, canal 12
- Meridian - WMDN, canal 24

### Missouri
- Cape Girardeau (Paducah, Kentucky) - KFVS-TV, canal 12
- Hannibal (Quincy) - KHQA-TV, canal 7
- Jefferson City - KRCG, canal 13
- Kansas City - KCTV, canal 5
- Kirksville (Ottumwa, Iowa) - KTVO-DT2, canal 3.2
- St. Joseph - KCJO-LD, canal 30, e KNPN-LD2, canal 26.2
- St. Louis - KMOV, canal 4
- Springfield - KOLR-TV, canal 10

### Montana
- Billings - KTVQ, canal 2
- Bozeman - KBZK, canal 7 (retransmissora da KXLF-TV)
- Butte - KXLF-TV, canal 4
- Glendive - KXGN-TV, canal 5
- Great Falls - KRTV, canal 3
- Helena - KXLH-LP, canal 25 (retransmissora da KRTV)
- Kalispell - KAJJ-CA, canal 18 (repetidora da KPAX-TV)
- Missoula - KPAX-TV, canal 8

### Nebrasca
- Grand Island - KGIN-TV, canal 11
- Lincoln - KOLN-TV, canal 10
- North Platte - KNPL-LD, canal 10
- Omaha - KMTV, canal 3
- Scottsbluff - KSTF-TV, canal 10 (retransmissora da KGWN-TV de Cheyenne, Wyoming)

### Nevada
- Las Vegas - KLAS-TV, canal 8
- Reno - KTVN, canal 2

### New Hampshire
- Não há emissoras da CBS neste Estado, que é coberto pela WBZ-TV de Boston, pela WGME-TV de Portland, Maine, e pela WCAX-TV de Burlington, Vermont.

### Nova Iorque
- Binghamton - WBNG-TV, canal 12
- Buffalo - WIVB-TV, canal 4
- Carthage (Watertown) - WWNY-TV, canal 7
- Elmira - WENY-DT2, canal 36.2
- Nova Iorque - WCBS-TV, canal 2 (cabeça-de-rede)
- Rochester (Nova Iorque) - WROC-TV, canal 8
- Schenectady - WRGB, canal 6
- Syracuse - WTVH, canal 5
- Utica - WKTV-DT2, canal 2.2

### Novo México
- Alburquerque - KRQE-TV, canal 13
- Las Cruces - KDBC-TV, canal 4
- Roswell - KBIM-TV, canal 10 (retransmissora da KRQE)

### Ohio
- Cincinnati - WKRC-TV, canal 12
- Columbus - WBNS-TV, canal 10
- Dayton - WHIO-TV, canal 7
- Lima - WOHL-CD2, canal 35.2, e WLMO-LP, canal 38
- Shaker Heights (Cleveland) - WOIO, canal 19
- Toledo - WTOL-TV, canal 11
- Youngstown - WKBN-TV, canal 27

### Oklahoma
- Oklahoma City - KWTV-DT, canal 9
- Tulsa - KOTV-DT, canal 6

### Oregon
- Bend - KBNZ-LD, canal 7
- Coos Bay - KCBY, canal 11 (retransmissora da KVAL-TV)
- Eugene - KVAL-TV, canal 13
- Medford - KTVL, canal 10
- Portland - KOIN, canal 6
- Roseburg - KPIC, canal 4 (retransmissora da KVAL-TV)

### Pensilvânia
- Altoona - WTAJ-TV, canal 10
- Erie - WSEE-TV, canal 35
- Filadélfia - KYW-TV, canal 3
- Harrisburg - WHP-TV, canal 21
- Pittsburgh - KDKA-TV, canal 2
- Scranton - WYOU, canal 22

### Rhode Island
- Providence - WPRI-TV, canal 12

### Tennessee
- Chattanooga - WDEF-TV, canal 12
- Jackson - WBBJ-DT3, canal 7.3
- Johnson City - WJHL-TV, canal 11
- Knoxville - WVLT-TV, canal 8
- Memphis - WREG-TV, canal 3
- Nashville - WTVF, canal 5

### Texas
- Abilene - KTAB-TV, canal 32
- Amarillo - KFDA-TV, canal 10
- Austin - KEYE-TV, canal 42
- Beaumont - KFDM-TV, canal 6
- Bryan - KBTX-TV, canal 3 (semirretransmissora da KWTX-TV)
- Corpus Crhisti - KZTV, canal 10
- El Paso - KDBC-TV, canal 4
- Fort Worth - KTVT, canal 11
- Harlingen (Brownsville) - KGBT-TV, canal 4
- Houston - KHOU-TV, canal 11
- Laredo - KVTV, canal 13
- Lubbock - KLBK-TV, canal 13
- Nacogdoches (Tyler) - KYTX-TV, canal 19
- Odessa - KOSA-TV, canal 7
- San Angelo - KLST, canal 8
- San Antonio - KENS-TV, canal 5
- Sherman - KXII-TV, canal 12
- Victoria - KXTS-LD, canal 41
- Waco - KWTX-TV, canal 10
- Wichita Falls - KAUZ-TV, canal 6

### Utah
- Salt Lake City - KUTV, canal 2

### Vermont
- Burlington - WCAX-TV, canal 3

### Virgínia
- Charlottesville - WCAV-TV, canal 19
- Harrisonburg - WSVF-CD2, canal 43.2, e WHSV-DT2, canal 3.2
- Norfolk - WTKR, canal 3
- Richmond - WTVR-TV, canal 6
- Roanoke - WDBJ, canal 7

### Virgínia Ocidental
- Huntington - WOWK-TV, canal 13
- Lewisburg (Bluefield) - WVNS-TV, canal 59
- Moorefield - W50BD-D¹, canal 50
- Parkersburg - WIYE-LD, canal 4
- Weston - WDTV, canal 5
- Wheeling - WTRF-TV, canal 7

### Washington
- Pasco - KEPR-TV, canal 19
- Seattle - KIRO-TV, canal 7
- Spokane - KREM-TV, canal 2
- Yakima - KIMA-TV, canal 29

### Wisconsin
- Green Bay - WFRV-TV, canal 5
- La Crosse - WKBT, canal 8
- Madison - WISC-TV, canal 3
- Milwaukee - WDJT-TV, canal 58
- Superior (Duluth, Minnesota) - KBJR-DT2, canal 6.2
- Wausau - WSAW-TV, canal 7

### Wyoming
- Cheyenne - KGWN-TV, canal 5
- Casper - KGWC-TV, canal 14
- Lander - KGWL-TV, canal 5 (retransmissora da KGWC)
- Rock Springs - KGWR-TV, canal 13 (retransmissora da KGWC)

## Fora dos Estados Unidos

### Bermudas
- Hamilton - ZBM-TV, canal 9

### Guam
- Hagåtña - KUAM-LP, canal 20

### Ilhas Virgens Americanas
- Charlotte Amalie - WMNS-LP, canal 22

### Porto Rico
- San Juan - W10DB-D¹, canal 10.1

### São Vicente e Granadinas
- Kingstown - SVG-TV, canal 9